# Rafael Lusvarghi
Rafael Marques Lusvarghi (ur. 14 listopada 1984 w Jundiaí) – brazylijski żołnierz, policjant oraz aktywista polityczny. Były żołnierz Francuskiej Legii Cudzoziemskiej, partyzant Rewolucyjnych Sił Zbrojnych Kolumbii (FARC) oraz były członek brazylijskiej żandarmerii Polícia Militar.

## Biografia
Urodził się w 1984 r. w brazylijskiej rodzinie mającej korzenie węgierskie (w innych wypowiedziach w mediach deklarował, iż jego przodkowie byli Białorusinami). Po ukończeniu zaocznej szkoły agronomii wyjechał do Francji i został żołnierzem Francuskiej Legii Cudzoziemskiej – służył w misjach w Afryce. Po trzech latach powrócił do Brazylii, gdzie rozpoczął pracę jako funkcjonariusz brazylijskiej żandarmerii w São Paulo. W 2010 r. przeniósł się do Rosji, gdzie próbował wstąpić do wojsk lądowych tego państwa, jednak bezskutecznie. Następnie wyjechał do Ameryki Południowej, gdzie wstąpił do Rewolucyjnych Sił Zbrojnych Kolumbii (FARC). W 2014 r. wziął udział w protestach podczas piłkarskich mistrzostw świata w Brazylii, gdzie poparł powstanie Ługańskiej Republiki Ludowej na Ukrainie. We wrześniu 2014 r. przyjechał na Ukrainę, gdzie dołączył do Brygady Prizrak i uczestniczył w walkach o lotnisko donieckie, Debalcewo i Gorłówkę – tam też otrzymał przydomek „Wiking Donbasu”. W walkach o lotnisko w Doniecku został ranny, niedługo po tym powrócił do Brazylii. 
W październiku 2016 r. został internowany przez Służbę Bezpieczeństwa Ukrainy (SBU) na lotnisku Kijów-Boryspol. Pod koniec stycznia 2017 r. został skazany na 13 lat więzienia za służbę dla prorosyjskich separatystów i działalność terrorystyczną. W sierpniu 2017 r. wyrok 13 lat więzienia uchylono, a dla Lusvarghiego zastosowano karę tymczasowego więzienia. W grudniu 2017 r. został wypuszczony z więzienia i przeszedł z germańskiego neopogaństwa na prawosławie. Następnie wstąpił do prawosławnej Pustelni Gołosiejewskiej pod Kijowem, należącej do Ukraińskiego Kościoła Prawosławnego Patriarchatu Moskiewskiego. W klasztorze pozostawał do wiosny 2018 r. Na początku maja został schwytany przez żołnierzy z Batalionu „Azow” i bojówki neofaszystowskiego ugrupowania „C14” ("Sicz") i przewieziony do kijowskiej komendy SBU, która przejęła Brazylijczyka. 7 maja 2018 r. sąd rejonowy w Dnieprze orzekł o umieszczeniu go w areszcie na okres 60 dni. Pod koniec grudnia 2019 opuścił więzienie. W maju 2021 został aresztowany na terytorium Brazylii za posiadanie narkotyków i amunicji. W dniu 3 listopada 2021 jeden z brazylijskich sądów orzekł karę 8 lat pozbawienia wolności względem Lusvarghiego.